# 1611
Portal Geschichte | Portal Biografien | Aktuelle Ereignisse | Jahreskalender | Tagesartikel

◄ |
16. Jahrhundert |
17. Jahrhundert
| 18. Jahrhundert | ►

◄ |
1580er |
1590er |
1600er |
1610er
| 1620er | 1630er | 1640er | ►

◄◄ |
◄ |
1607 |
1608 |
1609 |
1610 |
1611
| 1612 | 1613 | 1614 | 1615 | ► | ►►
Staatsoberhäupter  · Nekrolog   · Musikjahr
| Januar | Januar | Januar | Januar | Januar | Januar | Januar | Januar |
| Kw     | Mo     | Di     | Mi     | Do     | Fr     | Sa     | So     |
| ------ | ------ | ------ | ------ | ------ | ------ | ------ | ------ |
| 52     |        |        |        |        |        | 1      | 2      |
| 1      | 3      | 4      | 5      | 6      | 7      | 8      | 9      |
| 2      | 10     | 11     | 12     | 13     | 14     | 15     | 16     |
| 3      | 17     | 18     | 19     | 20     | 21     | 22     | 23     |
| 4      | 24     | 25     | 26     | 27     | 28     | 29     | 30     |
| 5      | 31     |        |        |        |        |        |        |

| Februar | Februar | Februar | Februar | Februar | Februar | Februar | Februar |
| Kw      | Mo      | Di      | Mi      | Do      | Fr      | Sa      | So      |
| ------- | ------- | ------- | ------- | ------- | ------- | ------- | ------- |
| 5       |         | 1       | 2       | 3       | 4       | 5       | 6       |
| 6       | 7       | 8       | 9       | 10      | 11      | 12      | 13      |
| 7       | 14      | 15      | 16      | 17      | 18      | 19      | 20      |
| 8       | 21      | 22      | 23      | 24      | 25      | 26      | 27      |
| 9       | 28      |         |         |         |         |         |         |

| März | März | März | März | März | März | März | März |
| Kw   | Mo   | Di   | Mi   | Do   | Fr   | Sa   | So   |
| ---- | ---- | ---- | ---- | ---- | ---- | ---- | ---- |
| 9    |      | 1    | 2    | 3    | 4    | 5    | 6    |
| 10   | 7    | 8    | 9    | 10   | 11   | 12   | 13   |
| 11   | 14   | 15   | 16   | 17   | 18   | 19   | 20   |
| 12   | 21   | 22   | 23   | 24   | 25   | 26   | 27   |
| 13   | 28   | 29   | 30   | 31   |      |      |      |

| April | April | April | April | April | April | April | April |
| Kw    | Mo    | Di    | Mi    | Do    | Fr    | Sa    | So    |
| ----- | ----- | ----- | ----- | ----- | ----- | ----- | ----- |
| 13    |       |       |       |       | 1     | 2     | 3     |
| 14    | 4     | 5     | 6     | 7     | 8     | 9     | 10    |
| 15    | 11    | 12    | 13    | 14    | 15    | 16    | 17    |
| 16    | 18    | 19    | 20    | 21    | 22    | 23    | 24    |
| 17    | 25    | 26    | 27    | 28    | 29    | 30    |       |

| Mai | Mai | Mai | Mai | Mai | Mai | Mai | Mai |
| Kw  | Mo  | Di  | Mi  | Do  | Fr  | Sa  | So  |
| --- | --- | --- | --- | --- | --- | --- | --- |
| 17  |     |     |     |     |     |     | 1   |
| 18  | 2   | 3   | 4   | 5   | 6   | 7   | 8   |
| 19  | 9   | 10  | 11  | 12  | 13  | 14  | 15  |
| 20  | 16  | 17  | 18  | 19  | 20  | 21  | 22  |
| 21  | 23  | 24  | 25  | 26  | 27  | 28  | 29  |
| 22  | 30  | 31  |     |     |     |     |     |

| Juni | Juni | Juni | Juni | Juni | Juni | Juni | Juni |
| Kw   | Mo   | Di   | Mi   | Do   | Fr   | Sa   | So   |
| ---- | ---- | ---- | ---- | ---- | ---- | ---- | ---- |
| 22   |      |      | 1    | 2    | 3    | 4    | 5    |
| 23   | 6    | 7    | 8    | 9    | 10   | 11   | 12   |
| 24   | 13   | 14   | 15   | 16   | 17   | 18   | 19   |
| 25   | 20   | 21   | 22   | 23   | 24   | 25   | 26   |
| 26   | 27   | 28   | 29   | 30   |      |      |      |

| Juli | Juli | Juli | Juli | Juli | Juli | Juli | Juli |
| Kw   | Mo   | Di   | Mi   | Do   | Fr   | Sa   | So   |
| ---- | ---- | ---- | ---- | ---- | ---- | ---- | ---- |
| 26   |      |      |      |      | 1    | 2    | 3    |
| 27   | 4    | 5    | 6    | 7    | 8    | 9    | 10   |
| 28   | 11   | 12   | 13   | 14   | 15   | 16   | 17   |
| 29   | 18   | 19   | 20   | 21   | 22   | 23   | 24   |
| 30   | 25   | 26   | 27   | 28   | 29   | 30   | 31   |

| August | August | August | August | August | August | August | August |
| Kw     | Mo     | Di     | Mi     | Do     | Fr     | Sa     | So     |
| ------ | ------ | ------ | ------ | ------ | ------ | ------ | ------ |
| 31     | 1      | 2      | 3      | 4      | 5      | 6      | 7      |
| 32     | 8      | 9      | 10     | 11     | 12     | 13     | 14     |
| 33     | 15     | 16     | 17     | 18     | 19     | 20     | 21     |
| 34     | 22     | 23     | 24     | 25     | 26     | 27     | 28     |
| 35     | 29     | 30     | 31     |        |        |        |        |

| September | September | September | September | September | September | September | September |
| Kw        | Mo        | Di        | Mi        | Do        | Fr        | Sa        | So        |
| --------- | --------- | --------- | --------- | --------- | --------- | --------- | --------- |
| 35        |           |           |           | 1         | 2         | 3         | 4         |
| 36        | 5         | 6         | 7         | 8         | 9         | 10        | 11        |
| 37        | 12        | 13        | 14        | 15        | 16        | 17        | 18        |
| 38        | 19        | 20        | 21        | 22        | 23        | 24        | 25        |
| 39        | 26        | 27        | 28        | 29        | 30        |           |           |

| Oktober | Oktober | Oktober | Oktober | Oktober | Oktober | Oktober | Oktober |
| Kw      | Mo      | Di      | Mi      | Do      | Fr      | Sa      | So      |
| ------- | ------- | ------- | ------- | ------- | ------- | ------- | ------- |
| 39      |         |         |         |         |         | 1       | 2       |
| 40      | 3       | 4       | 5       | 6       | 7       | 8       | 9       |
| 41      | 10      | 11      | 12      | 13      | 14      | 15      | 16      |
| 42      | 17      | 18      | 19      | 20      | 21      | 22      | 23      |
| 43      | 24      | 25      | 26      | 27      | 28      | 29      | 30      |
| 44      | 31      |         |         |         |         |         |         |

| November | November | November | November | November | November | November | November |
| Kw       | Mo       | Di       | Mi       | Do       | Fr       | Sa       | So       |
| -------- | -------- | -------- | -------- | -------- | -------- | -------- | -------- |
| 44       |          | 1        | 2        | 3        | 4        | 5        | 6        |
| 45       | 7        | 8        | 9        | 10       | 11       | 12       | 13       |
| 46       | 14       | 15       | 16       | 17       | 18       | 19       | 20       |
| 47       | 21       | 22       | 23       | 24       | 25       | 26       | 27       |
| 48       | 28       | 29       | 30       |          |          |          |          |

| Dezember | Dezember | Dezember | Dezember | Dezember | Dezember | Dezember | Dezember |
| Kw       | Mo       | Di       | Mi       | Do       | Fr       | Sa       | So       |
| -------- | -------- | -------- | -------- | -------- | -------- | -------- | -------- |
| 48       |          |          |          | 1        | 2        | 3        | 4        |
| 49       | 5        | 6        | 7        | 8        | 9        | 10       | 11       |
| 50       | 12       | 13       | 14       | 15       | 16       | 17       | 18       |
| 51       | 19       | 20       | 21       | 22       | 23       | 24       | 25       |
| 52       | 26       | 27       | 28       | 29       | 30       | 31       |          |

| Januar | Januar | Januar | Januar | Januar | Januar | Januar | Januar |
| Kw     | Mo     | Di     | Mi     | Do     | Fr     | Sa     | So     |
| ------ | ------ | ------ | ------ | ------ | ------ | ------ | ------ |
| 52     |        |        |        |        |        | 1      | 2      |
| 1      | 3      | 4      | 5      | 6      | 7      | 8      | 9      |
| 2      | 10     | 11     | 12     | 13     | 14     | 15     | 16     |
| 3      | 17     | 18     | 19     | 20     | 21     | 22     | 23     |
| 4      | 24     | 25     | 26     | 27     | 28     | 29     | 30     |
| 5      | 31     |        |        |        |        |        |        |

| Februar | Februar | Februar | Februar | Februar | Februar | Februar | Februar |
| Kw      | Mo      | Di      | Mi      | Do      | Fr      | Sa      | So      |
| ------- | ------- | ------- | ------- | ------- | ------- | ------- | ------- |
| 5       |         | 1       | 2       | 3       | 4       | 5       | 6       |
| 6       | 7       | 8       | 9       | 10      | 11      | 12      | 13      |
| 7       | 14      | 15      | 16      | 17      | 18      | 19      | 20      |
| 8       | 21      | 22      | 23      | 24      | 25      | 26      | 27      |
| 9       | 28      |         |         |         |         |         |         |

| März | März | März | März | März | März | März | März |
| Kw   | Mo   | Di   | Mi   | Do   | Fr   | Sa   | So   |
| ---- | ---- | ---- | ---- | ---- | ---- | ---- | ---- |
| 9    |      | 1    | 2    | 3    | 4    | 5    | 6    |
| 10   | 7    | 8    | 9    | 10   | 11   | 12   | 13   |
| 11   | 14   | 15   | 16   | 17   | 18   | 19   | 20   |
| 12   | 21   | 22   | 23   | 24   | 25   | 26   | 27   |
| 13   | 28   | 29   | 30   | 31   |      |      |      |

| April | April | April | April | April | April | April | April |
| Kw    | Mo    | Di    | Mi    | Do    | Fr    | Sa    | So    |
| ----- | ----- | ----- | ----- | ----- | ----- | ----- | ----- |
| 13    |       |       |       |       | 1     | 2     | 3     |
| 14    | 4     | 5     | 6     | 7     | 8     | 9     | 10    |
| 15    | 11    | 12    | 13    | 14    | 15    | 16    | 17    |
| 16    | 18    | 19    | 20    | 21    | 22    | 23    | 24    |
| 17    | 25    | 26    | 27    | 28    | 29    | 30    |       |

| Mai | Mai | Mai | Mai | Mai | Mai | Mai | Mai |
| Kw  | Mo  | Di  | Mi  | Do  | Fr  | Sa  | So  |
| --- | --- | --- | --- | --- | --- | --- | --- |
| 17  |     |     |     |     |     |     | 1   |
| 18  | 2   | 3   | 4   | 5   | 6   | 7   | 8   |
| 19  | 9   | 10  | 11  | 12  | 13  | 14  | 15  |
| 20  | 16  | 17  | 18  | 19  | 20  | 21  | 22  |
| 21  | 23  | 24  | 25  | 26  | 27  | 28  | 29  |
| 22  | 30  | 31  |     |     |     |     |     |

| Juni | Juni | Juni | Juni | Juni | Juni | Juni | Juni |
| Kw   | Mo   | Di   | Mi   | Do   | Fr   | Sa   | So   |
| ---- | ---- | ---- | ---- | ---- | ---- | ---- | ---- |
| 22   |      |      | 1    | 2    | 3    | 4    | 5    |
| 23   | 6    | 7    | 8    | 9    | 10   | 11   | 12   |
| 24   | 13   | 14   | 15   | 16   | 17   | 18   | 19   |
| 25   | 20   | 21   | 22   | 23   | 24   | 25   | 26   |
| 26   | 27   | 28   | 29   | 30   |      |      |      |

| Juli | Juli | Juli | Juli | Juli | Juli | Juli | Juli |
| Kw   | Mo   | Di   | Mi   | Do   | Fr   | Sa   | So   |
| ---- | ---- | ---- | ---- | ---- | ---- | ---- | ---- |
| 26   |      |      |      |      | 1    | 2    | 3    |
| 27   | 4    | 5    | 6    | 7    | 8    | 9    | 10   |
| 28   | 11   | 12   | 13   | 14   | 15   | 16   | 17   |
| 29   | 18   | 19   | 20   | 21   | 22   | 23   | 24   |
| 30   | 25   | 26   | 27   | 28   | 29   | 30   | 31   |

| August | August | August | August | August | August | August | August |
| Kw     | Mo     | Di     | Mi     | Do     | Fr     | Sa     | So     |
| ------ | ------ | ------ | ------ | ------ | ------ | ------ | ------ |
| 31     | 1      | 2      | 3      | 4      | 5      | 6      | 7      |
| 32     | 8      | 9      | 10     | 11     | 12     | 13     | 14     |
| 33     | 15     | 16     | 17     | 18     | 19     | 20     | 21     |
| 34     | 22     | 23     | 24     | 25     | 26     | 27     | 28     |
| 35     | 29     | 30     | 31     |        |        |        |        |

| September | September | September | September | September | September | September | September |
| Kw        | Mo        | Di        | Mi        | Do        | Fr        | Sa        | So        |
| --------- | --------- | --------- | --------- | --------- | --------- | --------- | --------- |
| 35        |           |           |           | 1         | 2         | 3         | 4         |
| 36        | 5         | 6         | 7         | 8         | 9         | 10        | 11        |
| 37        | 12        | 13        | 14        | 15        | 16        | 17        | 18        |
| 38        | 19        | 20        | 21        | 22        | 23        | 24        | 25        |
| 39        | 26        | 27        | 28        | 29        | 30        |           |           |

| Oktober | Oktober | Oktober | Oktober | Oktober | Oktober | Oktober | Oktober |
| Kw      | Mo      | Di      | Mi      | Do      | Fr      | Sa      | So      |
| ------- | ------- | ------- | ------- | ------- | ------- | ------- | ------- |
| 39      |         |         |         |         |         | 1       | 2       |
| 40      | 3       | 4       | 5       | 6       | 7       | 8       | 9       |
| 41      | 10      | 11      | 12      | 13      | 14      | 15      | 16      |
| 42      | 17      | 18      | 19      | 20      | 21      | 22      | 23      |
| 43      | 24      | 25      | 26      | 27      | 28      | 29      | 30      |
| 44      | 31      |         |         |         |         |         |         |

| November | November | November | November | November | November | November | November |
| Kw       | Mo       | Di       | Mi       | Do       | Fr       | Sa       | So       |
| -------- | -------- | -------- | -------- | -------- | -------- | -------- | -------- |
| 44       |          | 1        | 2        | 3        | 4        | 5        | 6        |
| 45       | 7        | 8        | 9        | 10       | 11       | 12       | 13       |
| 46       | 14       | 15       | 16       | 17       | 18       | 19       | 20       |
| 47       | 21       | 22       | 23       | 24       | 25       | 26       | 27       |
| 48       | 28       | 29       | 30       |          |          |          |          |

| Dezember | Dezember | Dezember | Dezember | Dezember | Dezember | Dezember | Dezember |
| Kw       | Mo       | Di       | Mi       | Do       | Fr       | Sa       | So       |
| -------- | -------- | -------- | -------- | -------- | -------- | -------- | -------- |
| 48       |          |          |          | 1        | 2        | 3        | 4        |
| 49       | 5        | 6        | 7        | 8        | 9        | 10       | 11       |
| 50       | 12       | 13       | 14       | 15       | 16       | 17       | 18       |
| 51       | 19       | 20       | 21       | 22       | 23       | 24       | 25       |
| 52       | 26       | 27       | 28       | 29       | 30       | 31       |          |

## Ereignisse

### Politik und Weltgeschehen

#### Polnisch-Russischer Krieg

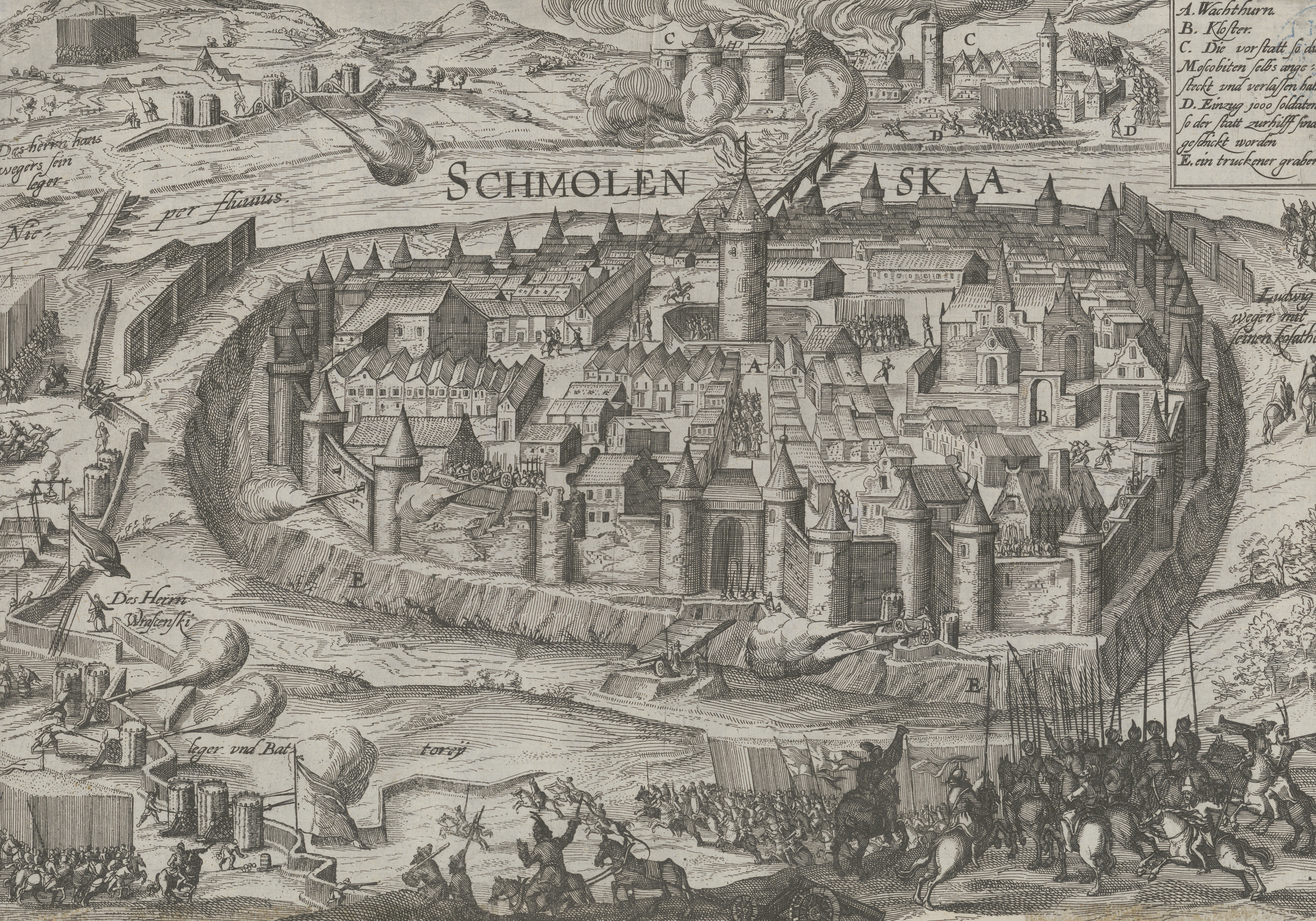
Belagerung von Smolensk 1609 bis 1611

- 23. Februar: im Zuge des Polnisch-Russischen Krieges von 1609–1618 formiert sich in einem ersten Landwehr-Aufgebot (Opoltschenije) unterschiedlichster, sich auch gegenseitig befehdender Gruppen unter der militärischen Führung von Prokopy Lyapunov der nationale Widerstand gegen die polnische Herrschaft. Die Truppen rücken am 3. März gegen Moskau vor, das bei den Straßenkämpfen am 19. März in Flammen aufgeht. In den kommenden Wochen werden die Polen bis auf den innersten Verteidigungsring, den Moskauer Kreml, zurückgedrängt.
- 13. Juni: Im Polnisch-Russischen Krieg gelingt den Polen nach 20-monatiger Belagerung die Einnahme des russischen Smolensk.

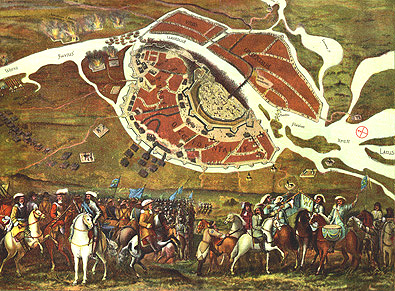
Nowgorod 1611

- 16. Juli: Das in Russland stehende schwedische Hilfskorps unter Jakob De la Gardie nutzt die chaotischen innenpolitischen Zustände, um schwedische Interessen durchzusetzen. In der Nacht zum 16. Juli werden ihm durch Verrat die Tore Nowgorods geöffnet, das sich vertraglich an Schweden angliedern muss. Im weiteren Verlauf der kriegerischen Unternehmungen werden die Festungen Ingermanlands, auf die Schweden im Frieden von 1595 zu verzichten hatte zurückerobert.
- 22. Juli: Bei einer Meuterei der Kosaken wird Prokopy Lyapunov ermordet. Das erste Aufgebot löst sich daraufhin auf.
- September: Unter Kusma Minin und Fürst Dmitri Michailowitsch Poscharski bildet sich das zweite Landwehraufgebot.

#### Kalmarkrieg
Der Kalmarkrieg zwischen Schweden und Dänemark beginnt, er dauert bis 1613. Nominell geht es dabei um den Titel des Königs der Lappen, den sowohl der dänisch-norwegische König Christian IV. als auch der schwedische König Karl IX. für sich beanspruchen. Tatsächlich sind jedoch wirtschaftliche Interessen ausschlaggebend, da der Handel mit Fisch und Fellen aus der von beiden Ländern beanspruchten Finnmark im Norden Skandinaviens höchst einträglich ist. Ein weiterer Grund ist das Bestreben nach der Vorherrschaft im Ostseeraum. Nachdem Karl IX. von Schweden Verhandlungen über die strittigen Fragen abgelehnt hat, erklären beide Staaten einander den Krieg. Nach dem Tod Karls IX. am 30. Oktober wird der Krieg durch den erst 17-jährigen Thronfolger Gustav II. Adolf fortgesetzt.

#### Heiliges Römisches Reich
- 11. März: Der Habsburger Matthias kommt nach Prag und nötigt gemeinsam mit den Ständen seinen Bruder Rudolf II., zu seinen Gunsten auf die böhmische Königskrone zu verzichten. Die Krönung Matthias’ erfolgt am 23. Mai.
- 23. Juni: Kurfürst Christian II. von Sachsen stirbt im Alter von 27 Jahren kinderlos vermutlich an einem Schlaganfall. Sein Bruder Johann Georg I. folgt ihm auf den sächsischen Thron.

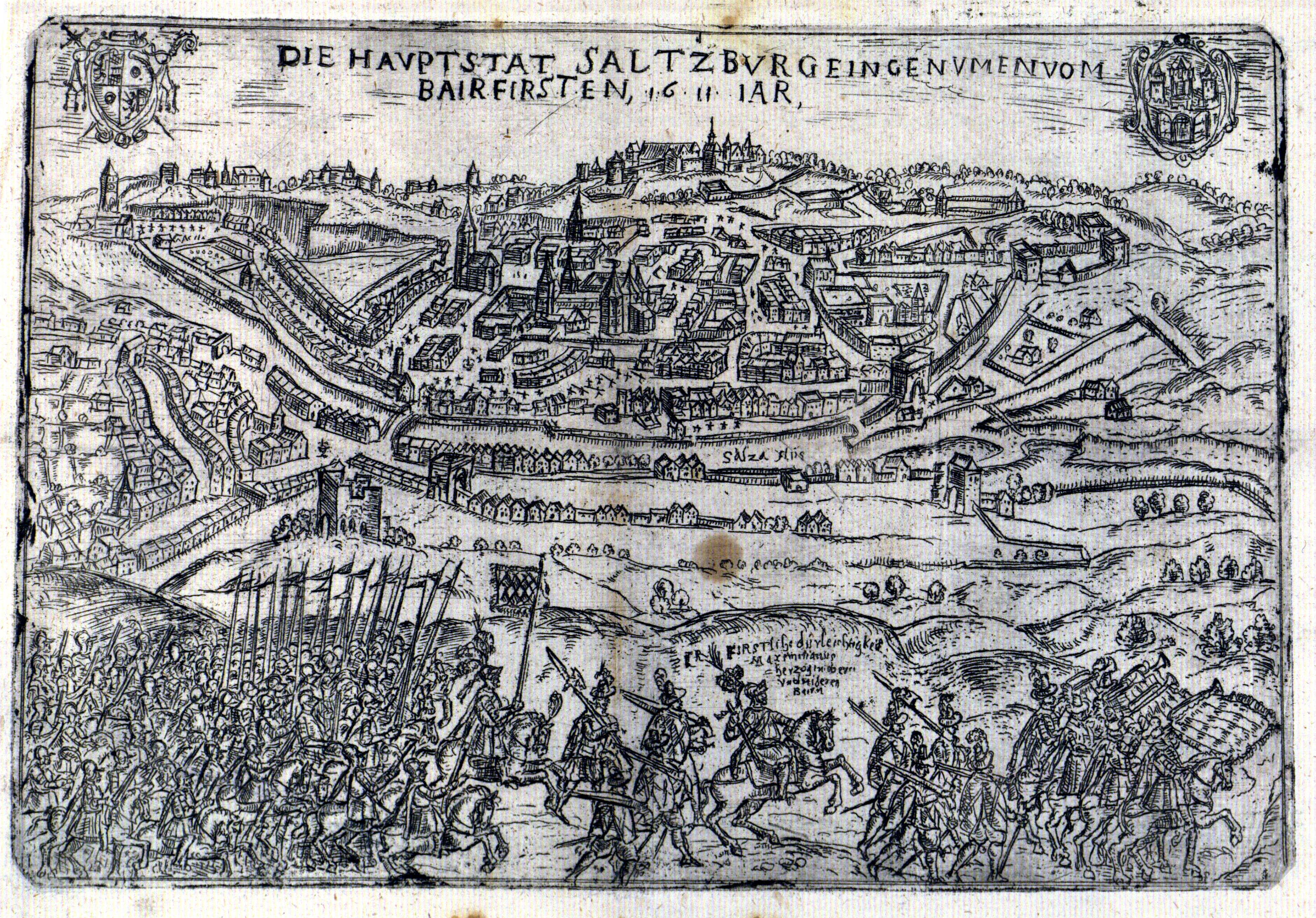
Die Hauptstat Saltzburg eingenumen vom Bairfirsten, 1611 Iar, zeitgenössische Radierung

Im Ochsenkrieg 1611, auch Salzkrieg 1611, streiten das Erzstift Salzburg und das Stammesherzogtum Baiern um Erträge aus dem Halleiner Salzbergwerk und Zölle. Erzbischof Wolf Dietrich von Raitenau lässt in der Nacht vom 7. zum 8. Oktober kurzerhand die Fürstpropstei Berchtesgaden von seinen Truppen besetzen, als Herzog Maximilian I. von Bayern eine Verdoppelung der Zölle auf Salzburger Waren durchsetzen will. Maximilian, der als Kreisobrist des Bayerischen Reichskreises befugt ist, den Landfrieden innerhalb des Kreises zu sichern, nutzt dies und marschiert am 22. Oktober mit 10.000 Mann bei Tittmoning auf Salzburger Gebiet ein. Burg Tittmoning wird nach kurzer Belagerung erobert, Wolf Dietrich flüchtet am 23. Oktober aus Salzburg. Am 26. Oktober marschiert Maximilian kampflos in Salzburg ein, Wolf Dietrich wird am folgenden Tag von bayerischen Soldaten in Kärnten gefasst.

#### Malta

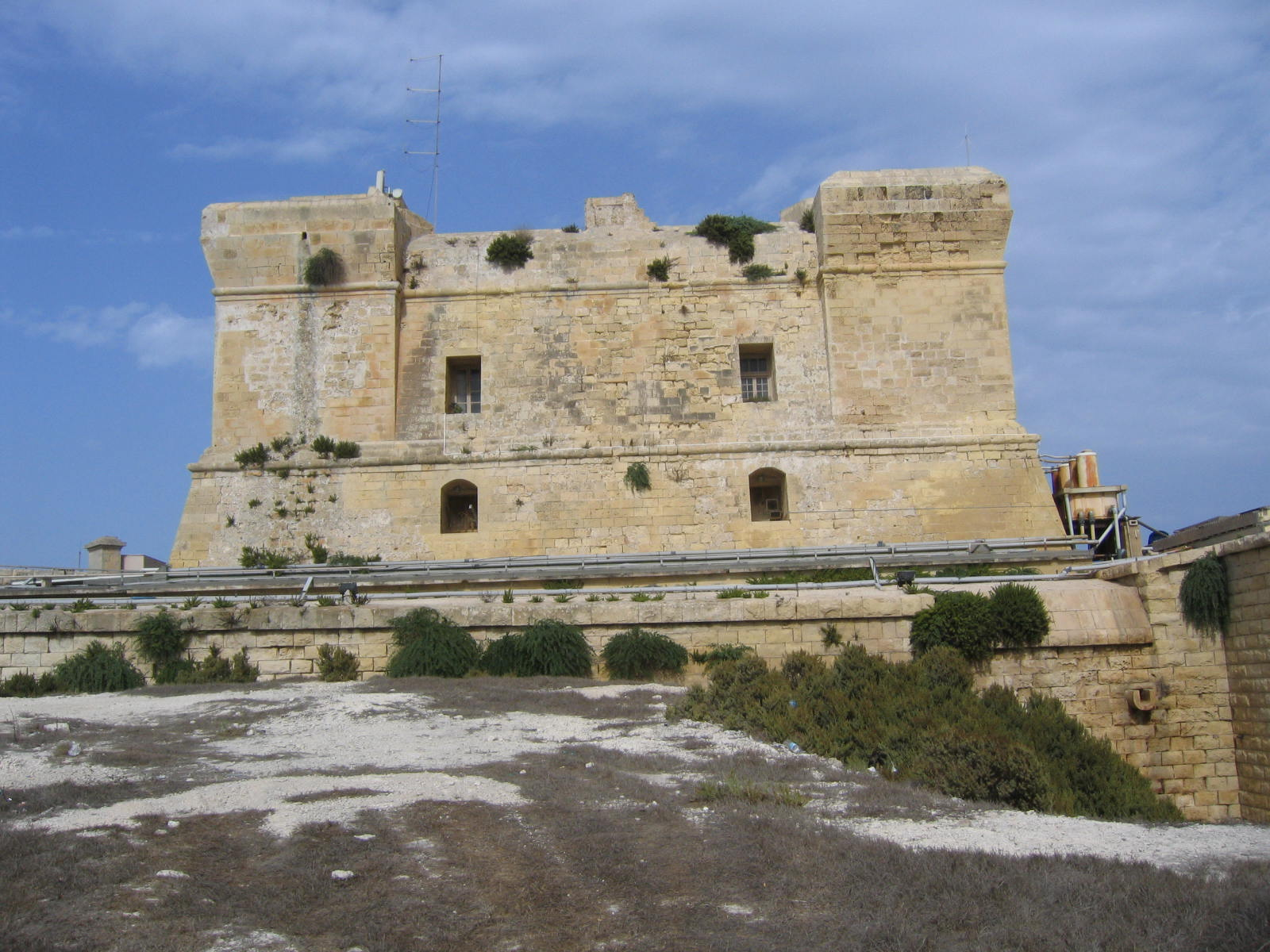
Fort St Lucian, Ansicht von der Seeseite

- Unter Großmeister Alof de Wignacourt wird das Fort St Lucian, ein weiterer der Wignacourt Towers zur Befestigung Maltas fertiggestellt.

#### Amerikanischer Kontinent
- 23. Juni: Der englische Seefahrer Henry Hudson wird mit seinem Sohn und sieben treuen Crewmitgliedern nach einer Meuterei in einem offenen Boot ausgesetzt. Danach wird nie mehr etwas von den Ausgesetzten gehört.
- Auf Jamaika werden erstmals mehr schwarzafrikanische als europäische Einwohner gezählt.

### Wissenschaft und Technik
- März: Johann Fabricius, Galileo Galilei und Christoph Scheiner mit seinem Schüler Johann Baptist Cysat entdecken unabhängig voneinander die Sonnenflecken. Galileos Theorie, dass es sich um Strukturen auf der Sonnenoberfläche handelt, bringt ihm 1615 das erste Inquisitionsverfahren ein.
- 28. April: Miguel de Benavidez O.P., Erzbischof von Manila, eröffnet in Manila das Colegio de Nuestra Señora del Santisimo Rosario, heute die älteste noch existierende Universität der Philippinen und Asiens.

Grundsätzliche Funktionsweise eines Kepler-Fernrohrs

- Johannes Kepler entwickelt das nach ihm benannte Fernrohr.
- Johannes Kepler stellt in seinem Werk Strena seu de nive sexangula (Über die sechseckige Schneeflocke) die Keplersche Vermutung auf. Sie besagt, dass keine Anordnung von gleich großen Kugeln eine größere mittlere Dichte aufweist als die kubisch-flächenzentrierte Packung und die hexagonale Packung. Die mittlere Dichte dieser Packungen ist etwas größer als 74 Prozent.
- Galileo Galilei wird Mitglied der von Federico Cesi 1603 gegründeten Accademia dei Lincei.

### Kultur
- 20. April: Erstmals berichtet Simon Forman über die Aufführung von Shakespeares Theaterstück Macbeth im Londoner Globe Theatre. Es ist unklar, ob, und wenn ja, wann schon vorher eine Aufführung des 1606 entstandenen Werks stattgefunden hat.
- 1. November: Das Theaterstück Der Sturm von William Shakespeare wird in London uraufgeführt.

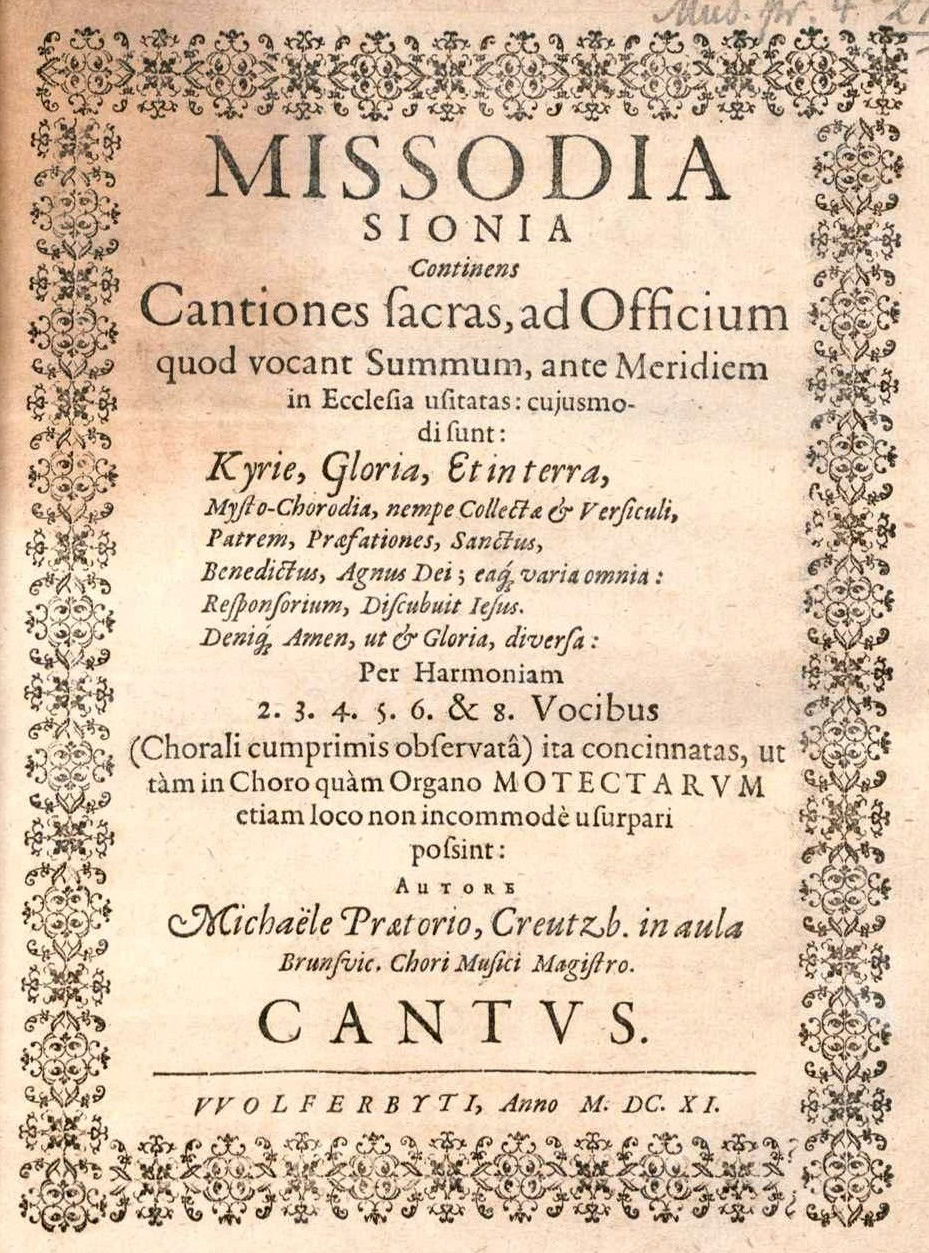
Titelseite der Missodia Sionia

- Die Missodia Sionia von Michael Praetorius werden veröffentlicht.
- Die Tenebrae-Responsorien von Carlo Gesualdo werden veröffentlicht.

### Religion
Die von Jakob I. in Auftrag gegebene englische King-James-Bibel erscheint. Sie wird in der Folge die einflussreichste englischsprachige Übersetzung der Bibel.

### Katastrophen
- 2. Dezember: Durch das Keichō-Sanriku-Erdbeben und den darauffolgenden Tsunami, der die Sanriku-Küste in Japan trifft und vier Kilometer ins Landesinnere vordringt, kommen rund 5.000 Menschen ums Leben.

## Geboren

### Erstes Halbjahr

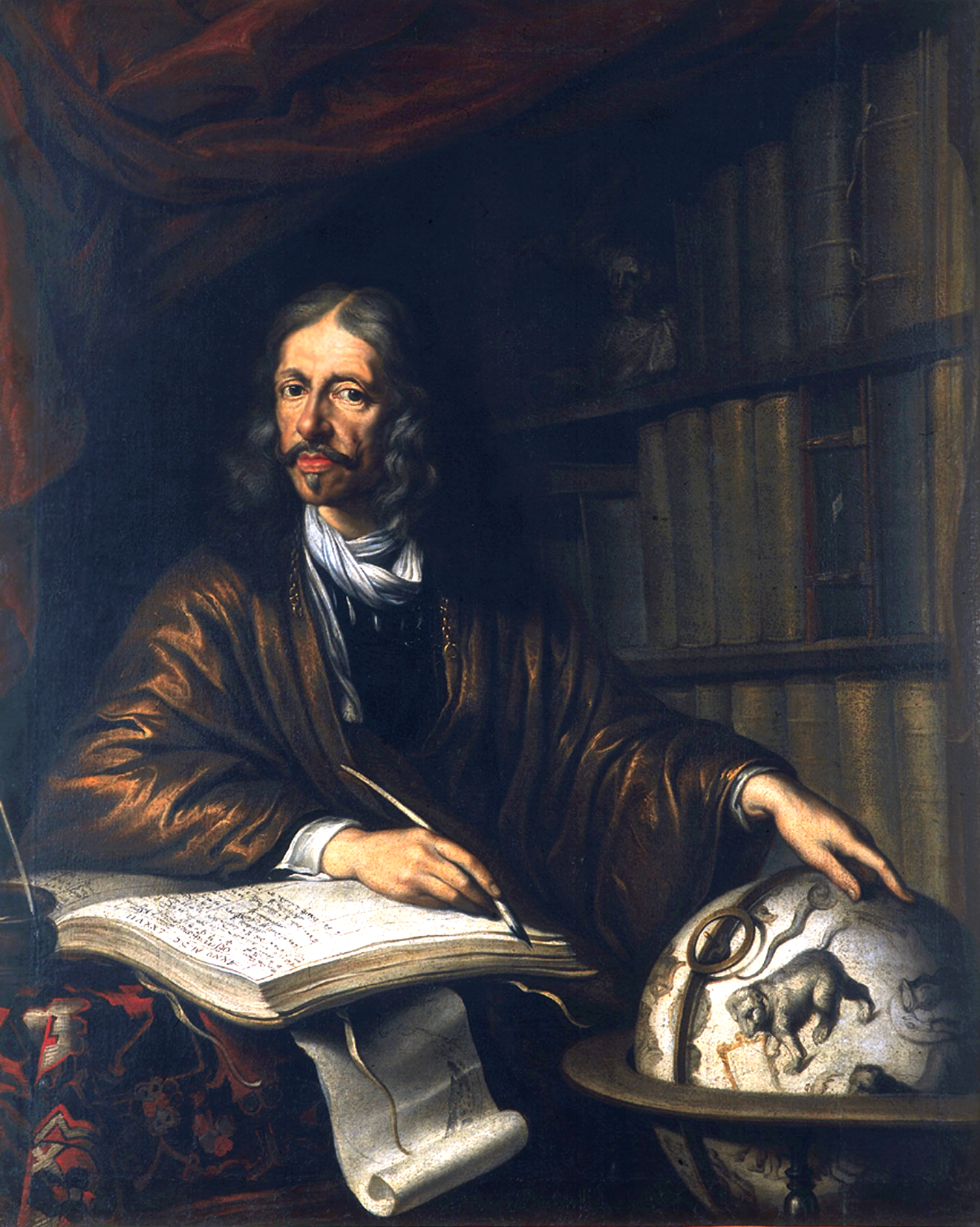
Johannes Hevelius

- 19. Januar: Francesco Guarini, italienischer Maler († 1651)
- 28. Januar: Johannes Hevelius, Astronom in Danzig († 1687)
- 06. Februar: Chongzhen, letzter Kaiser der Ming-Dynastie in China († 1644)
- 19. Februar: Andries de Graeff, Regent und Bürgermeister von Amsterdam († 1678)
- 08. März: Johann Duve, deutscher Kaufmann und Bankier († 1679)
- 15. März: Jan Fyt, flämischer Maler († 1661)
- 17. März: Robert Douglas, schottisch-schwedischer Feldmarschall († 1662)
- 25. März: Evliya Çelebi, osmanischer Reisender († nach 1683)
- 07. April: Henriette von Lothringen, Fürstin von Pfalzburg und Lixheim († 1660)
- 11. April: Joachim Ernst von Görzke, kurbrandenburgischer Generalleutnant († 1682)
- 11. April: Karl Eusebius von Liechtenstein, Fürst von Liechtenstein, Herzog von Troppau und Jägerndorf († 1684)
- 19. Mai: Benedetto Odescalchi, der spätere Papst Innozenz XI. († 1689)
- 24. Juni: Johan Axelsson Oxenstierna, schwedischer Staatsmann († 1657)
- 26. Juni: Johann Erich Ostermann, deutscher Gräzist († 1668)
- 28. Juni: Robert Rich, 3. Earl of Warwick, englischer Adeliger († 1659)

### Zweites Halbjahr
- 09. August: Heinrich, Graf von Nassau-Siegen, niederländischer Feldherr († 1652)
- 18. August: Luisa Maria Gonzaga, Königin von Polen († 1667)
- 25. August: Magdalene von Hessen-Kassel, Altgräfin zu Salm-Reifferscheidt († 1671)
- 04. September: Georg III., Herzog von Brieg († 1664)
- 08. September: Johann Friedrich Gronovius, deutscher klassischer Philologe und Textkritiker († 1671)
- 11. September: Henri de La Tour d’Auvergne, Vicomte de Turenne, französischer Heerführer und Marschall von Frankreich († 1675)
- 16. September: Johann Wachmann der Jüngere, Bremer Rechtsgelehrter, Diplomat und Gesandter († 1685)
- 17. September: Johannes Olearius II, evangelischer Theologe, Dozent in Wittenberg und Superintendent in Querfurt († 1684)
- 29. September: Johann Heinrich Hummel, Schweizer evangelischer Geistlicher († 1674)
- 17. Oktober: Maximilian Adam, Landgraf von Leuchtenberg († 1646)
- 17. Oktober: Gottfried Möbius, deutscher Mediziner († 1664)
- 26. Oktober: Antonio Coello, spanischer Schriftsteller († 1652)
- 11. November: Christian Lehmann, Chronist und Pfarrer († 1688)
- 16. November: Zacharias Kniller, deutscher Maler († 1675)
- 18. November: Andreas Tscherning, deutscher Schriftsteller († 1659)
- 01. Dezember: Nicolaus von Avancini, deutscher Jesuit, Pädagoge, Dichter und Dramatiker († 1686)

### Genaues Geburtsdatum unbekannt
- Dezember: Leonora Baroni, berühmte italienische Sängerin († 1670)
- Charles Alphonse Dufresnoy, französischer Maler († 1668)
- Andreas Hammerschmidt, deutscher Komponist und Musiker († 1675)
- Hendrik Martensz. Sorgh, niederländischer Maler († 1670)
- Pietro Testa, italienischer Maler, Zeichner, Radierer und Schriftsteller († 1650)
- Thomas Urquhart, schottischer Dichter und Übersetzer († 1660)

## Gestorben

### Erstes Halbjahr
- 10. Januar: Peter Piscator, deutscher orientalischer Philologe und lutherischer Theologe (* 1571)
- 07. Februar: Ruprecht von Eggenberg, österreichischer Feldherr (* 1546)
- 08. Februar: Jan Huygen van Linschoten, niederländischer Kaufmann, Autor und Entdecker (* 1563)
- 02. März: Ernst II., Herzog zu Braunschweig und Lüneburg, Fürst von Lüneburg (* 1564)
- 03. März: William Douglas, 10. Earl of Angus, schottischer Adeliger (* um 1552)
- 13. März: Ludwig III. von Löwenstein, Graf von Löwenstein-Wertheim (* 1530)
- 02. Mai: Heinrich Compenius der Ältere, deutscher Orgelbauer, Organist und Komponist (* zwischen 1530 und 1540)
- 16. Mai: Francis Carew, englischer Politiker (* um 1530)
- 13. Juni: Melchior Jöstel, deutscher Mathematiker und Mediziner (* 1559)
- 15. Juni: Wolfgang von Hofkirchen, österreichischer protestantischer Ständepolitiker (* 1555)
- 23. Juni: Christian II., Kurfürst von Sachsen (* 1583)
- 27. Juni: Bartholomäus Spranger, flämischer Maler (* 1546)

### Zweites Halbjahr
- 19. Juli: Jacob Flach, deutscher Mathematiker, Mediziner und Botaniker (* 1537)
- 30. Juli: Markus Bäumler, Schweizer evangelischer Geistlicher und Hochschullehrer (* 1555)
- 01. August: Heinrich Krefting, Bremer Rechtsgelehrter und Politiker (* 1562)
- 05. August: Girolamo Bernerio, italienischer Bischof und Kardinal (* 1540)
- 05. August: Kuyucu Murad Pascha, Großwesir des Osmanischen Reiches
- 12. August: Hermann von dem Bergh, Reichsgraf von dem Bergh, Statthalter von Spanisch Geldern (* 1558)
- 27. August: Tomás Luis de Victoria, spanischer Komponist (* um 1548)
- 09. September: Eleonora de’ Medici, Herzogin von Mantua und Montferrat (* 1567)
- 15. September: Georg Limnäus, deutscher Mathematiker, Astronom und Bibliothekar (* 1554)
- 17. September: Johannes Corputius, niederländischer Kartograph, Ingenieur und Militärführer im Achtzigjährigen Krieg (* 1542)
- 22. September: Pedro de Ribadeneira, spanischer Jesuit (* 1527)
- 03. Oktober: Margarete von Österreich, Erzherzogin von Österreich, Königin von Spanien, Portugal, Neapel und Sizilien (* 1584)
- 04. Oktober: Charles II. de Lorraine, Herzog von Mayenne (* 1554)
- 05. Oktober: Gregor Bersman, deutscher Philologe und lateinischer Dichter (* 1538)
- 14. Oktober: Henriette de Savoie-Villars, Herzogin von Mayenne (* 1541/42)
- 15. Oktober: Anna Erika von Waldeck, Äbtissin des Stiftes Gandersheim (* 1551)
- 30. Oktober: Karl IX., König von Schweden (* 1550)
- 03. November: Antonio Pérez, spanischer Staatsmann (* um 1540)
- 06. November: Peter Wok von Rosenberg, böhmischer Adeliger und Politiker, letzter der Rosenberger (* 1539)
- 30. November: Daniel Hofmann, deutscher lutherischer Theologe (* um 1538)

### Genaues Todesdatum unbekannt
- Februar: Antony Jenkinson, englischer Diplomat (* 1530)
- Schmuel ben Elchanan Ja'akov Archevolti, italienischer Grammatiker und Dichter
- Ekathotsarot (auch Eka Thotsarot), König von Ayutthaya in Thailand (* nach 1556)
- Ralph Fitch, englischer Reisender (* vor 1583)
- Gioseffo Guami, italienischer Organist und Komponist (* 1542)
- Andreas Petermann, Kreuzkantor (* um 1535)